# Haackgreerius miopus
Haackgreerius miopus — вид сцинкоподібних ящірок родини сцинкових (Scincidae). Ендемік Сомалі. Це єдиний представник монотипового роду Haackgreerius.

## Поширення і екологія
Haackgreerius miopus відомі за двома зразками, зібраним на сході центрального Сомалі в регіоні Галгудуд, за 80 км на південний схід від Ель-Буура. Вони живуть в сухих чагарникових заростях.